# Phytomyza agromyzina
Phytomyza agromyzina is een vliegensoort uit de familie van de mineervliegen (Agromyzidae). De wetenschappelijke naam van de soort is voor het eerst geldig gepubliceerd in 1830 door Johann Wilhelm Meigen.

## Kenmerken
De mijn is in het geheel bovenzijdig.  De frass vervloeit, en vormt dan een brede, donkere middenband. De larve verpopt gewoonlijk en verlaat de gang, maar soms blijft het puparium in de mijn. De voorspiracula steken niet door de epidermis naar buiten.

## Waardplanten
Het komt voor op:
- Cornus alba (Witte kornoelje)
- Cornus mas (Gele kornoelje)
- Cornus sanguinea (Rode kornoelje)
- Cornus sericea (Canadese kornoelje)

In de literatuur wordt naast Cornus ook  Lonicera als waardplant vermeld.